# Bella Brisel
Bella Brisel (en hebreo: בלה בריזל) fue una pintora y artista gráfica israelí. Su arte se caracteriza por composiciones expresivas y atmosféricas que combinan elementos figurativos y abstractos. Sus obras suelen presentar formas delicadas pero dinámicas, evocando movimiento y emoción mediante sutiles armonías de color y texturas superpuestas.

## Biografía
Nació en Tiberíades en el seno de una familia judía ultraortodoxa del Antiguo Yishuv. En 1944 la familia se mudó a Jerusalén, donde estudió en el Seminario Bet Yaakov. En 1946, tras asistir a su primera exposición de arte, decide convertirse en artista y se mudó sola a Tel Aviv. Allí estudió pintura con Avigdor Stematsky y Yehezkel Streichman en su Escuela de Arte Studia, donde también recibió clases de Marcel Janco.
En Studia conoció al artista Sioma Baram, con quien se casó en 1949. A partir de 1949 el matrimonio vivió en París, donde Brisel estudió pintura al fresco en la École des Beaux-Arts.
En 1955, ganó el Premio de Pintores Israelíes en París. Poco después, la pareja fijó su residencia permanente en la isla española de Formentera, con visitas ocasionales a París e Israel. El escritor francés Jacques Peuchmaurd a escribir la novela El sol de Palicorna, inspirándose en su historia de vid; en 1974, aparecieron en su adaptación cinematográfica.
En 1954 se publicó en París un libro de poemas religiosos de Judah Halevi, Chants mystiques/Adaptés par Bruno Durocher, ilustrado con 12 litografías de Brisel.
En 1980, su esposo falleció en Formentera. Brisel se mudó a Tel Aviv en 1981, donde publicó un libro sobre la obra de Baram. Falleció en 1982 y fue enterrada en el cementerio judío del Monte de los Olivos en Jerusalén.
En 1988 se fundó en Formentera la Galería Baram-Brisel, que llevó su nombre en su memoria, y permaneció activo hasta principios de los años 90.

## Estilo artístico
El desarrollo artístico de Brisel se puede dividir en tres períodos distintos, cada uno de los cuales marca una evolución única en estilo y expresión.
Sus pinturas de principios de la década de 1950 están profundamente imbuidas de la herencia espiritual del pueblo judío y las tradiciones religiosas de su infancia. Abundan en símbolos y motivos provenientes del misticismo judío, el cristianismo y el arte bizantino: temas mitológicos que reflejan la cultura visual cristiana que la rodeaba en París. Las composiciones son típicamente circulares o simétricas, presentando figuras femeninas junto a animales y objetos celestiales. Estas escenas representan una sexualidad paradisíaca que existía antes de la Caída, separando a Eva de la naturaleza y a los humanos de su esencia.
A finales de los años cincuenta y sesenta, la obra de Brisel experimentó un desarrollo significativo tras la mudanza de la pareja a Formentera. Durante este período de consolidación y contracción, sus pinturas abandonaron cada vez más los motivos simbólicos, animales y paisajes que habían definido su estilo. En cambio, sus lienzos se centraron en figuras envueltas en relaciones dinámicas de dependencia y protección.
Entre mediados de la década de 1960 y su muerte en 1982 se desarrolló un lenguaje visual fluido. El movimiento circular que caracterizó sus primeras pinturas resurgió, mientras que el alejamiento gradual de la mitología y los significados tradicionales allanó el camino para expresiones más introspectivas.

## Exposiciones
Brisel expuso en numerosas exposiciones individuales y colectivas en todo el mundo; a continuación se incluye una selección.

### Exposiciones individuales seleccionadas
- 1951: La Casa de Bellas Artes, París
- 1952: Galerie Creuze, París
- 1954: Galería Breteau, París
- Museo de Tel Aviv de 1956 en la Casa Dizengoff
- 1959: Galería Kaplan, Londres
- 1961: Galerie M. Bernheim, París
- 1963: Galería Iida, Tokio
- 1963: Galería Silman, Nueva York
- 1965: Galería Ewan Phillip, Londres
- 1965: Galería Formentera (con Sioma Baram)
- 1966: Galería Jean Tiroche, Jaffa
- Museo de Tel Aviv de 1969 en el pabellón Helena Rubinstein
- 1970: Museo Ramat Gan en Beit Emanuel
- 1973: Galería Talma, Tel Aviv
- 1977: Instituto de Arte Moderno, Bangkok
- 1991: Museo Yad LeBanim, Petaj Tikva (con Sioma Baram)
- Casa de los Artistas 2014 , Tel Aviv
- 2025: "Bella Brisel: Aguas de Aguas", Museo de Arte de Tel Aviv

### Exposiciones colectivas seleccionadas
- 1948: "Jóvenes Artistas", Tel Aviv
- Salón de Jóvenes Pintores de 1952, París
- Salón de Otoño de 1952, París
- 1953: Salón de Artistas Extranjeros en Francia, París
- Exposición de los ganadores del Premio de la Crítica de Arte de 1954, París
- Exposición de artistas israelíes en París, Galería Zack, París, 1955
- Salón de Otoño de 1955, Tokio
- 1960: "El arte israelí hoy", París
- 1971: "Arte israelí: pintura, escultura, gráficos", Museo de Tel Aviv
- 2022: "Material Imagination", Museo de Arte de Tel Aviv Material Imagination.